# بیلی گوفین
بیلی گوفین (انگلیسی: Billy Goffin; ۱۲ دسامبر ۱۹۲۰ – ۱۵ سپتامبر ۱۹۸۷) بازیکن فوتبال اهل بریتانیا بود.
از باشگاه‌هایی که در آن بازی کرده‌است می‌توان به باشگاه فوتبال تاموورث، باشگاه فوتبال والسال، و باشگاه فوتبال استون ویلا اشاره کرد.